# Dactyliophora
Dactyliophora é um género botânico pertencente à família Loranthaceae.